# Gmajna (Slovenj Gradec)
Gmajna (pronuncia [ˈɡmaːi̯na]) è un insediamento (naselje) di 456 abitanti, della municipalità di Slovenj Gradec nella regione statistica della Carinzia in Slovenia.
L'area faceva tradizionalmente parte della regione storica della Stiria, ora invece è inglobata nella regione della Carinzia.